# Brachyscome
Brachyscome là một chi thực vật có hoa trong họ Cúc (Asteraceae).

## Loài
Chi Brachyscome gồm các loài: